# Mihály Abód Ajtai
Mihály Abód Ajtai(n. 29 septembrie 1704, Szárazajta (Principatul Transilvaniei)-d.16 noiembrie 1776, Nagyenyed (Principatul Transilvaniei)) a fost un scriitor, lingvist, autor de scrieri bisericești maghiar din Transilvania.

## Biografia
A fost profesor în Aiud și fondatorul unui mare muzeu numismatic în Ardeal.

## Opere literare
Gramatica latină, Sibiu, 1744.